# Ostravice
Pour la rivière, voir Ostravice (rivière).
Ostravice (en allemand : Ostrawitz) est une commune du district de Frýdek-Místek, dans la région de Moravie-Silésie, en République tchèque. Sa population s'élevait à 2 446 habitants en 2021.

## Géographie
Ostravice est arrosée par la rivière Ostravice et se trouve au pied des plus hautes montagnes des Beskides moravo-silésiennes : Lysá hora (1 324 m) et Smrk (1 277 m). Les deux montagnes figurent sur les armoiries de la commune.

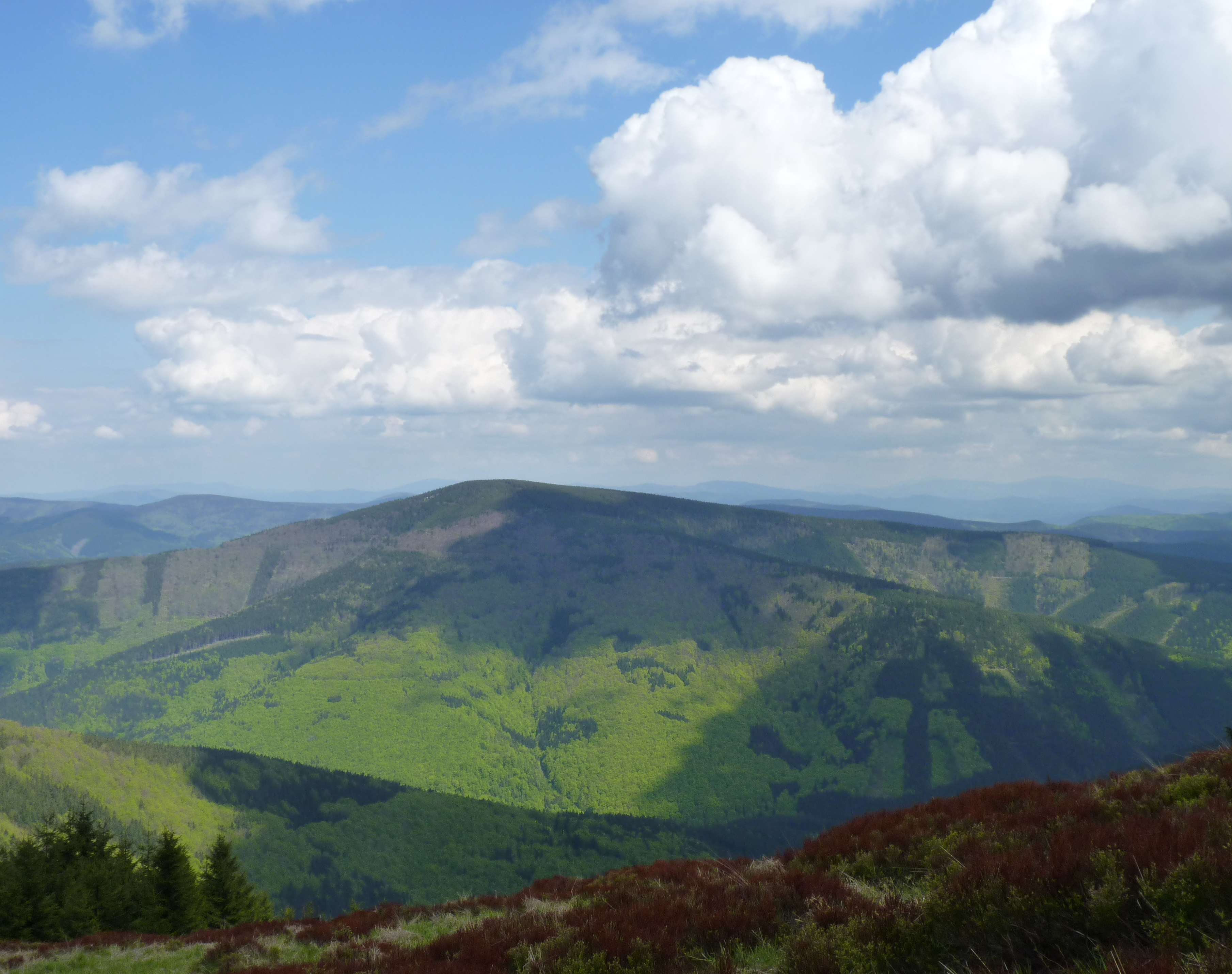
Mont Lysá hora (1 324 m).
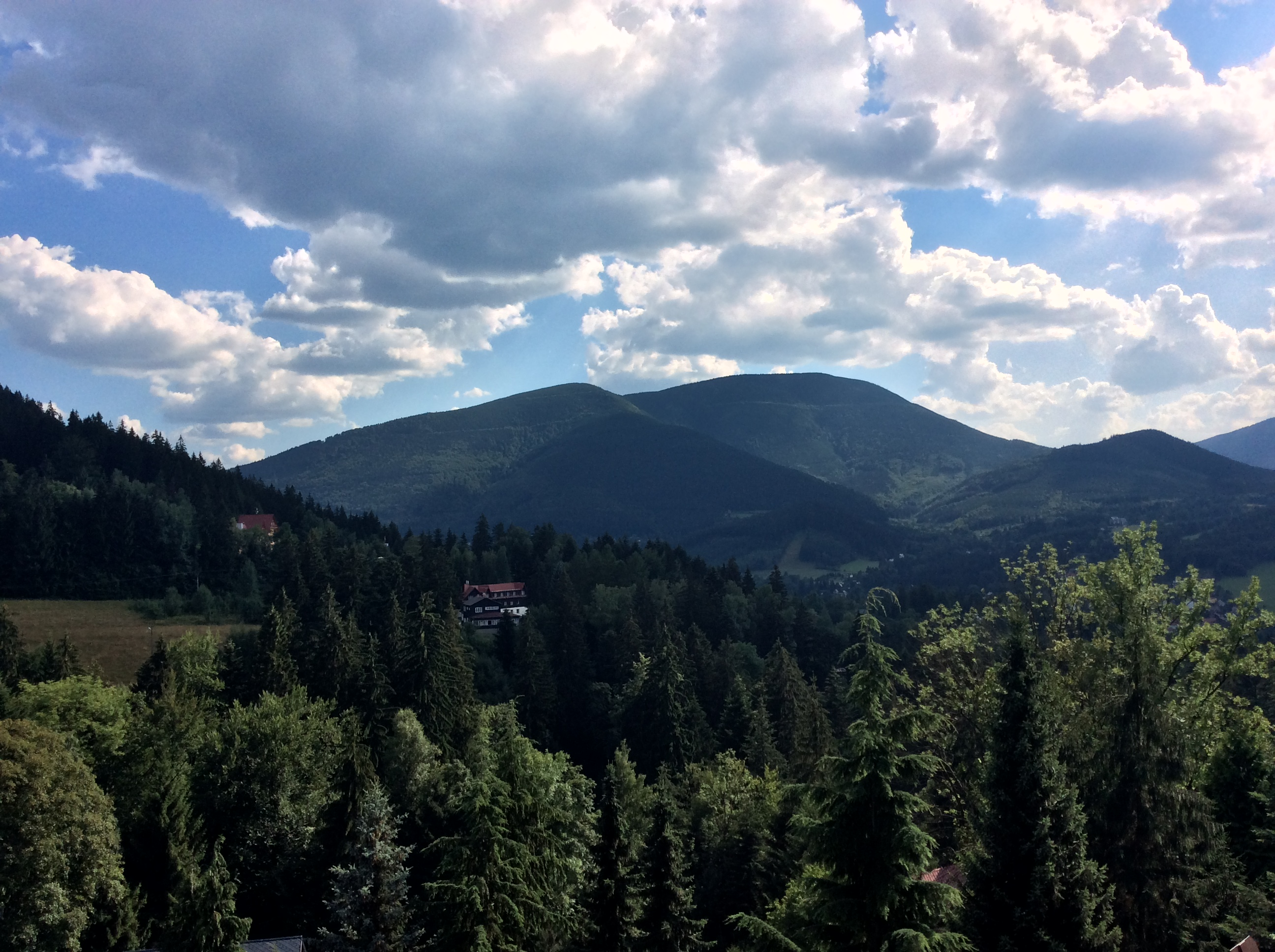
Mont Smrk (1 277 m).

Ostravice se trouve à 6,5 km au sud-sud-est de Frýdlant nad Ostravicí, à 17 km au sud de Frýdek-Místek, à 34 km au sud-sud-est d'Ostrava et à 291 km à l'est-sud-est de Prague.
La commune est limitée par Frýdlant nad Ostravicí et Malenovice au nord, par Krásná au nord-est, par Staré Hamry à l'est et au sud, et par Čeladná et Pstruží à l'ouest.

## Histoire
La première mention écrite de la localité date de 1581.

## Transports
Par la route, Ostravice se trouve à 8 km de Frýdlant nad Ostravicí, à 19 km de Frýdek-Místek, à 38 km d'Ostrava et à 368 km de Prague.